# Churuquita Grande
Churuquita Grande est une localité située dans la province de Coclé, au Panama, dans la partie centrale du pays, à 90 km au sud-ouest de la ville de Panama, capitale du pays.
Les environs de Churuquita Grande sont assez variés. Le point culminant de la région est à 420 mètres d'altitude et à 2,9 km à l'ouest de Churuquita Grande. Il y a environ 48 habitants par km² autour de la population relativement faible de Churuquita Grande. La plus grande ville la plus proche est Penonomé, à 13,4 km au sud-ouest de Churuquita Grande. La campagne autour de Churuquita Grande est presque entièrement couverte.